# Bles
Bles (en llatí Blaesus) que vol dir tartamut, va ser el cognomen d'una família plebea de la gens Semprònia durant la República. El cognom apareix també en època imperial entre la gens Júnia i la gens Pèdia.
Els personatges més destacats van ser:
- Gneu Semproni Bles (Cnaeus Sempronius Ti. F. Ti. N. Blaesus), cònsol romà.
- Semproni Bles (Sempronius Blaesus), qüestor romà.
- Gai Semproni Bles va ser tribú de la plebs el 211 aC. Va portar a Gneu Fulvi Centumal a judici per haver perdut el seu exèrcit a la Pulla.
- Gneu Semproni Bles (Cnaeus Sempronius Blaesus) legat del dictador Quint Fulvi Flac
- Publi Semproni Bles (Publius Sempronius Blaesus),tribú de la plebs
- Gneu Semproni Bles (Cnaeus Sempronius Blaesus) edil plebeu i pretor
- Bles, jurista romà
- Quint Juni Bles (Quinctus Junius Blaesus), governador romà
- Juni Bles (Junius Blaesus), fill de Quint Juni Bles
- Juni Bles el jove (Junius Blaesus), governador de la Gàl·lia Lugdunense
- Pedi Bles (Pedius Blaesus), senador romà.

- Bles (poeta), poeta grec.